# Eburneana
Eburneana là một chi nhện trong họ Salticidae.